# Flagelação

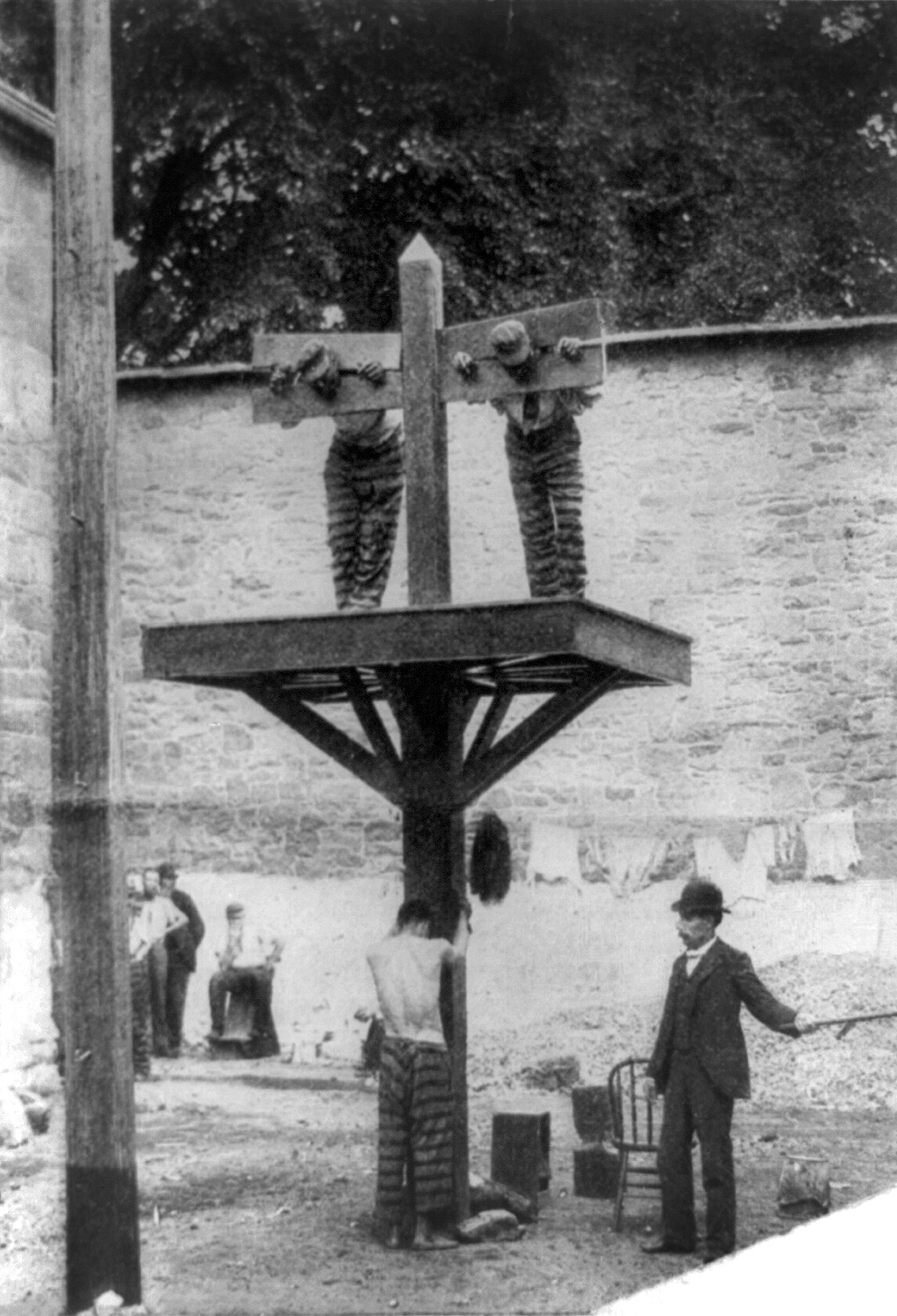
Flagelação de presos nos Estados Unidos da América no princípio do século XX.

A palavra flagelação (do termo latino flagellatione), também chamado de chicoteamento ou de açoitamento, refere-se à prática de atos punitivos, mortificantes ou de sacrifício, por diversos motivos (jurídicos ou religiosos), podendo ter origem em escolha voluntária ou não. Nos países muçulmanos, a flagelação pode ser usada tanto como castigo por violação da xaria (caso do Irão, Arábia Saudita), por consumo de álcool, sexo fora do casamento etc ou como a autoflagelação, praticada por alguns xiitas durante o Ashura, envolve automutilação para lembrar o martírio de Hussein.
O termo aplica-se por exemplo a religiosos que incutem, a si mesmos, sofrimentos e chagas, de modo a imitar a paixão de Cristo. Também os xiitas usam a flagelação como mortificação na forma de autoflagelação.

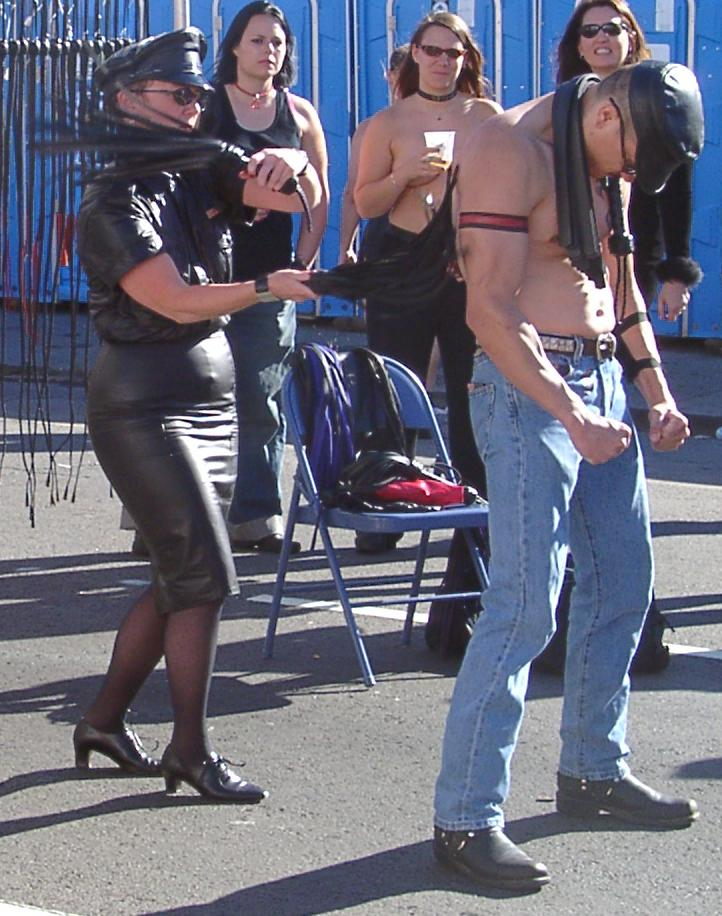
Flagelação de tipo sadomasoquista

O sadomasoquismo também recorre à flagelação, mas por motivos eróticos e sexuais.
O termo flagelo é, ainda, aplicado a catástrofes naturais, como terremotos, enchentes, maremotos e incêndios ou para caracterizar grandes epidemias ou doenças incuráveis, tais como SIDA, gripe espanhola, cancro etc.